# Ніч довгих ножів

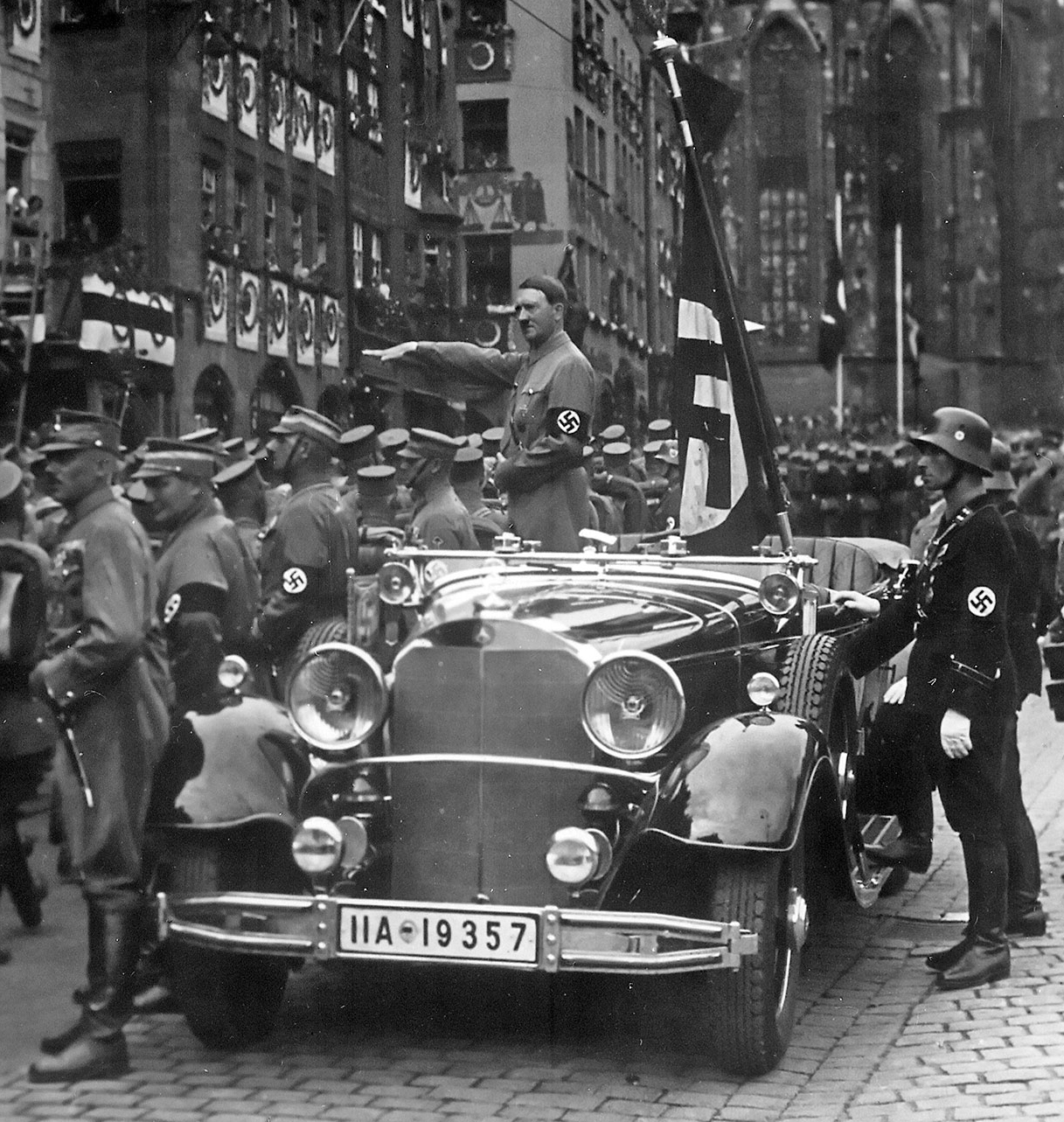
Фюрер оглядає СА в 1935 році. У машині з Гітлером: Блутфане, Якоб Гріммінгер стоїть поруч.

«Ніч довгих ножів» (Nacht der langen Messerⓘ; «Операція Колібрі», Путч Рема — нім. Röhm-Putsch) — образна назва чисток, проведених у Нацистській Німеччині з 30 червня до 2 липня 1934 року. Основна частина страчених належала до організації СА (парамілітарної організації НСДАП).
Гітлер пожертвував організацією СА та її очільником і своїм другом Ернстом Ремом. За домовленістю Гітлера з міністром оборони генералом фон Бльомбергом, командувачем сухопутних військ бароном фон Фрічем і командувачем військово-морського флоту адміралом Редером на крейсері «Дойчлянд» 11 квітня 1934 року, армія погодилася підтримати кандидатуру Гітлера в президенти в обмін на знищення СА.
За час проведення операції було страчено від 150 до 200 чоловік, понад тисячу було заарештовано. Більшість страт була здійснена підрозділами СС (нім. Schutzstaffel) та Гестапо (нім. Geheime Staatspolizei). Чистка підсилила та консолідувала підтримку Гітлера в Рейхсвері. Також вона забезпечила юридичні умови для нацистського режиму, оскільки суди, прагнучи догодити та довести лояльність режимові, скасували перепони для позасудових переслідувань.
Під час планування операція мала назву «Колібрі» (нім. Kolibri), як і кодове слово, яке мало стати сигналом початку дій каральним загонам. Кодова назва операції була вибрана випадково. Назва «Ніч довгих ножів» (нім. Nacht der langen Messer) існувала в німецькій мові задовго до операції та означала акт помсти. У Німеччині досі в ходу назва нім. Röhm-Putsch (Путч Рема), якою скористався нацистський режим, попри хибне уявлення про необхідність страт для придушення путчу. Аби підкреслити це, путч називають «так званим».

## Передумови
Напередодні смерті президента Гінденбурга, про наближення якої знала вся країна, Гітлер не міг не скористатися ситуацією для задоволення своїх амбіцій. В описаній вище зустрічі на «Дойчлянді» Гітлер домовився з генералами армії про підтримку його кандидатури на президентський пост в обмін на ліквідацію СА, з якою в армії були довготривалі конфлікти.
Уже за кілька місяців після «національної революції» в лавах штурмових загонів (СА) стало зростати невдоволення. Щораз поширенішою стає думка про зраду Гітлера й потребу другої «істинно соціалістичної революції» під проводом Грегора Штрассера та Ернста Рема. Штурмові загони були створені та підготовлені для повалення Веймарської республіки збройним шляхом. Саме вони стали головною силою Пивного путчу 1923 року. На початок 1933 року їхня кількість зросла до 600 тисяч осіб, а до кінця — до 3 мільйонів. Вони були озброєні гвинтівками й кулеметами. Їхнім вождем був Рем, а не Гітлер. Але прийшовши до влади конституційними методами, НСДАП не знала, що робити зі штурмовими загонами. Перед ними ставилося завдання виховувати молодь. Існували плани злити рейхсвер зі штурмовими загонами для створення націонал-соціалістичної народної армії.
Рем припускав, що цю армію буде створено на основі СА, а він стане на її чолі. Однак офіцери рейхсверу не визнавали Рема, а президент Гінденбург не подавав йому руки. Між керівництвом СА й рейхсверу розгорнулась боротьба за владу в майбутній народній армії. Керівництво армії боялося повторення «більшовицького» сценарію з повною ліквідацією старої армії та створенням нової.
Перевага в цій боротьбі була спочатку на боці Рема, бо він мав під рукою угруповання, що кількаразово перевершувало чисельністю рейхсвер. У складі СА було п'ять армій і 18 корпусів, на чолі зі штабом із колишніх офіцерів, було введено статутну дисципліну армійського зразка. Військові бачили в СА поповнення своїх лав по тому, як буде знято версальські обмеження й уведено загальний військовий обов'язок.
І хоча рейхсвер та СА об'єдналися за наказом Гітлера, до повної єдності було ще далеко. У той час, як Рем збирався включити рейхсвер до складу штурмових загонів, генерал фон Райхенау й собі планував поповнити армію придатними до стройової службі штурмовиками, а самого Рема залишити не при ділі. Він запропонував, щоб СА створили прикордонну охорону на кордоні з Польщею за міліцейським принципом, а також за допомогою рейхсверу здійснювали дорекрутський вишкіл.
У травні 1933 року було досягнуто згоди між СА й рейхсвером про підпорядкування СА, СС та організації «Сталевий шолом» військовому міністерству. Обергрупенфюреру СА Фрідріху Вільгельму Крюгеру доручали щорічно готувати за допомогою рейхсверу 250 тис. штурмовиків, а Рему — залучити до СА воєнізовані підрозділи правих партій, передусім — «Сталевий шолом».

## Конфлікт між армією та СА

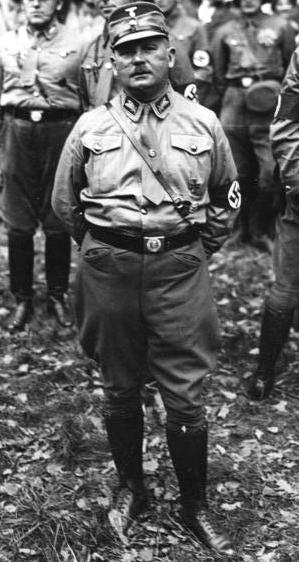
Командувач СА Ернст Рем у Баварії, 1934 р.

Найзатятішим прибічником продовження «німецької революції» в СА був Ернст Рем.
Рем, як один з перших членів нацистської партії, брав участь у Пивному путчі в Мюнхені, спробі Гітлера силою захопити владу в 1923 році. Бойовий ветеран Першої світової війни, Рем заявляв, що стратить 12 осіб у помсту за вбивство будь-якого штурмовика. Рем вважав насильство засобом досягнення політичних цілей. Він серйозно вірив у соціалістичну складову націонал-соціалізму і вимагав від Гітлера та інших партійних лідерів ініціювати широкі соціалістичні реформи в Німеччині.
Не обмежуючись виключно керівництвом СА, Рем просив Гітлера призначити його міністром оборони, посаду зайняту консерватором генералом Вернером фон Бломбергом. Хоча за відданість Гітлеру Бломберг отримав прізвисько «Гумовий лев», сам він не був нацистом і був містком між партією та армією. Бломберг і багато його товаришів по службі були набрані з прусського дворянства і ставились до СА як до плебейської черні, що ставить під загрозу традиційно високий статус армії в німецькому суспільстві.
Якщо регулярна армія демонструвала презирство до СА, багато штурмовиків, у відповідь, вважали, що армія недостатньо віддана справі націонал-соціалістичної революції. Макс Гейдебрек, лідер СА в Румельсбурзі, засудив армію в промові до своїх колег штурмовиків: «Деякі військові офіцери свині. Більшість офіцерів надто старі й мають бути замінені на молодих. Ми хочемо дочекатись смерті Папи Гінденбурга, а потім СА вирушить у похід проти армії.»
Незважаючи на таку ворожість у стосунках між штурмовиками та регулярною армією, Бломберг та інші військові бачили СА як джерело новобранців для розширеної та відновленої армії. Рем, однак, прагнув ліквідувати генералів з Прусської аристократії взагалі та перетворити СА на ядро нової німецької армії. Обмежені Версальським договором до ста тисяч солдатів, військові лідери з тривогою дивились на те, як членство в СА перевищило три мільйони осіб на початок 1934 року. У січні 1934 року Рем передав Бломбергу меморандум з вимогою замінити наземні сили регулярної армії на загони СА, перетворити Рейхсвер на центр підготовки в складі СА.
У відповідь на це Гітлер зустрівся з Бломбергом та керівництвом СА і СС 28 лютого 1934 року. Під тиском Гітлера Рем неохоче підписав зобов'язання про те, що визнає перевагу Рейхсверу над СА. Гітлер оголосив присутнім, що СА діятиме як допоміжні сили для Рейхсверу, а не навпаки. Після того, як Гітлер і більшість офіцерів пішли із зустрічі, Рем заявив, що не буде виконувати вказівки «потішного капрала» — принизливо натякаючи на Гітлера. Хоча Гітлер і не вжив термінових заходів проти Рема за його нестриманість, тим не менш, цей випадок поглибив розкол між ними.

## Збільшення тиску проти СА

Франц фон Папен, віцеканцлер, консерватор, який виступив з критикою режиму за неспроможність тримати під контролем СА.

Попри попередню угоду з Гітлером, Рем все ще тримався за своє бачення нової німецької армії з СА в її основі. На початку 1934 року це бачення прямо суперечило плану Гітлера консолідувати владу й посилити Рейхсвер. Оскільки ці бачення майбутнього армії були взаємовиключними, успіх Рема міг статись лише за рахунок програшу Гітлера.
Крім того, не лише Рейхсвер сприймав СА як загрозу. Деякі з лейтенантів Гітлера, як і сам Гітлер, побоювалися зростання впливу Рема та його амбіцій. Унаслідок цього політична боротьба всередині партії посилювалась, наближені до Гітлера функціонери, зокрема прусський прем'єр-міністр Герман Герінг, міністр пропаганди Йозеф Геббельс, голова СС Генріх Гіммлер, заступник Гітлера Рудольф Гесс, виступили проти Рема.
Хоча всі вони були ветеранами нацистського руху, лише Рем продовжував демонструвати свою незалежність, а не відданість Адольфу Гітлеру. Презирливе ставлення Рема до партійної бюрократії обурювало Гесса. Поширення СА насильства в Пруссії серйозно турбувало Герінга, міністр-президента Пруссії. Як засіб ізоляції Рема 20 квітня 1934 року Герінг передав контроль над прусським відділом Гестапо Гіммлеру, на якого, як вважав Герінг, можна покластися в протистоянні Рему. Гіммлер заздрив незалежності та силі СА, хоча до того часу він і його заступник Райнгард Гейдріх уже розпочали перебудову СС зі служби охорони нацистських лідерів (і підрозділу СА) на окремий військовий елітний підрозділ, вірний йому та Гітлеру. Вірність бійців СС виявилась корисною, коли Гітлер остаточно вирішив виступити проти Рема та СА.
Вимоги до Гітлера приборкати СА посилювались. Консерватори в армії й промисловості, а також політики чинили на Гітлера дедалі сильніший  тиск, вимагаючи зменшити вплив СА і виступити проти Рема. 17 червня 1934 року, вимоги консерваторів до Гітлера досягли свого піку, коли віцеканцлер Франц фон Папен, довірена особа хворого Гінденбурга, виступив з промовою в університеті Марбурга, у якій попередив про загрозу «другої революції». У приватних розмовах фон Папен, католик і аристократ, який мав зв'язки в армії та промисловості, погрожував подати у відставку, якщо Гітлер не почне діяти. Хоча відставка фон Папена не загрожувала позиціям Гітлера, це був би небажаний прояв незалежності від провідних консерваторів.
У відповідь на вимоги консерваторів приборкати Рема, Гітлер виїхав до Нойдека (нім. Neudeck) на зустріч з Гінденбургом. Бломберг, який був на зустрічі з президентом, настійно дорікнув Гітлеру, що той не виступив проти Рема раніше. Потім він повідомив Гітлеру, що Гінденбург був близький до оголошення воєнного стану й передачі влади Рейхсверу, якщо Гітлер не вживе термінових заходів проти Рема і його штурмовиків. Гітлер вагався протягом декількох місяців, частково через образ Рема як лідера національної міліції з мільйонами членів. Тим не менше, загроза оголошення воєнного стану від Гінденбурга, єдиної людини в Німеччині з повноваженнями, достатніми, аби потенційно повалити нацистський режим, змусила Гітлера діяти. Він залишив Нойдек з наміром знищити як Рема, так і звести рахунки зі старими ворогами. І Гіммлер, і Герінг привітали рішення Гітлера, оскільки обидва багато вигравали від падіння Рема — незалежність СС для Гіммлера й усунення конкурента на майбутнє командування армією для Герінга.
При підготовці до чистки Гіммлер і його заступник Райнгард Гейдріх, начальник служби безпеки СС, зібрали досьє сфабрикованих доказів того, що Рем отримав від Франції дванадцять мільйонів марок для повалення Гітлера. 24 червня провідним командирам СС були показані фальсифіковані докази того, що Рем планує використати СА для змови проти уряду (Путч Рема, нім. Röhm-Putsch). Герінг, Гіммлер, Гейдріх і Віктор Люце (за вказівкою Гітлера) склали розстрільні списки небажаних людей з СА та деяких з-поза СА. Серед тих, до кого Герінг звернувся по допомогу, був Віллі Леман, співробітник гестапо і шпигун НКВС. 27 червня Гітлер спробував забезпечити співпрацю армії. Бломберг і генерал Вальтер фон Райхенау, відповідальний за зв'язок армії з партією, допомогли йому, виключивши Рема з Ліги німецьких офіцерів та привівши армію у стан бойової готовності. Гітлер відчув себе достатньо впевненим, аби дозволити собі бути присутнім на весіллі в Ессені, хоча він виглядав трохи схвильованим і стурбованим. Звідти він зателефонував ад'ютанту Рема в Бад-Вісзее і наказав лідерам СА зустрітися з ним 30 червня.

## Чистка
Приблизно о 4:30 вранці 30 червня 1934 року Гітлер та його оточення вилетіли до Мюнхена. З аеропорту вони вирушили до Баварського Міністерства внутрішніх справ, де були зібрані лідери СА, які брали участь у вуличних безладах попередньої ночі. Розлючений, Гітлер зірвав еполети з обергрупенфюрера Шнайдгубера, голови мюнхенської поліції, за нездатність забезпечити лад на вулицях міста попередньої ночі. Гітлер кричав, що застрелить його. Шнайдгубер був застрелений того ж дня. Коли бійці СА були затримані у в'язниці, Гітлер зібрав велику групу бійців СС та поліцейських і спрямував до готелю Гансельбауер в Бад-Вісзее, де перебував Ернст Рем з прибічниками.
У Бад-Вісзее Гітлер особисто заарештував Рема та високопоставлених лідерів СА. За словами Еріха Кемпка, свідка подій, Гітлер віддав Рема під варту «двох детективів з пістолетами, на яких були зняті запобіжники», а СС знайшла Едмунда Гайнеса, лідера СА в Бреслау (Вроцлав) у ліжку з власним вісімнадцятирічним шофером. Геббельс згадував цей факт у пропаганді, виправдовуючи чистку як наступ на аморальну поведінку. Гайнес та його коханець були розстріляні на готельному подвір'ї за особистим наказом Гітлера. Тим часом СС заарештувало декількох лідерів СА, коли ті висідали з потяга, прямуючи на заплановану зустріч з Ремом.
Те, що Рем не мав жодної змови з метою захоплення влади, не завадило Гітлеру засудити керівництво СА. По прибутті до партійної штаб-квартири в Мюнхені Гітлер виступив перед натовпом. Охоплений люттю, він засудив «найгіршу зраду в історії». Гітлер розповів, що «недисципліновані та непокірні персонажі, асоціальні або хворі елементи» будуть знищені. Натовп, серед якого були члени партії та бійці СА, яким пощастило уникнути арешту, кричали на його підтримку. Присутній у натовпі Рудольф Гес навіть виступив добровольцем, аби власноруч застрелити «зрадників». Йозеф Геббельс, який був разом з Гітлером у Бад-Вісзее, запустив останній етап плану. Після повернення до Берліну він зателефонував Герінгу та назвав кодове слово «нім. Kolibri», аби направити каральні загони до їхніх жертв.

### Консерватори та старі вороги
Однак чистки не обмежились членами СА. На той час провідні соціал-демократи та комуністи або втекли за кордон, або потрапили до в'язниць. Гітлер скористався нагодою, аби позбутися консерваторів, яких він вважав ненадійними. Зокрема, до них належав віцеканцлер Папен та його найближче оточення. За особистим наказом Герінга озброєний загін СС узяв штурмом віцеканцелярію в Берліні. Приставлені до загону СС офіцери Гестапо застрелили секретаря Папена Герберта фон Бозе, навіть не заарештувавши його. Також Гестапо заарештувало та згодом стратило близького соратника Папена Едґара Юнга, автора марбурзької промови Папена. Гестапо також застрелило Еріха Клаузенера, лідера Католицького руху та близького соратника Папена. Віцеканцлер був без зайвих церемоній заарештований у канцелярії. Хоча декілька днів по тому Гітлер наказав звільнити його, Папен вже не наважувався критикувати нацистський режим.
Адольф Гітлер, Герман Герінг та Генріх Гіммлер також нацькували Гестапо на старих ворогів. Курт фон Шляйхер, попередник Гітлера на посаді канцлера, та його дружина були вбиті в себе вдома. Серед інших було вбито Грегора Штрассера, колишнього нациста, який розлютив Гітлера виходом з партії в 1932 році, та Густава Ріттер фон Кар, колишнього баварського держкомісара, який розігнав Пивний путч у 1923 році. Тіло Кара було знайдене в лісі поблизу Мюнхена, він був зарубаний насмерть, ймовірно, кирками. Серед страчених також були й випадкові жертви: Віллі Шмід, музичний критик мюнхенської газети нім. Münchner Neuste Nachrichten. Гестапо переплутало його з Людвігом Шмітом, колишнім прибічником Отто Штрассера, брата Грегора Штрасера.

### Доля Ернста Рема
Деякий час Рема утримували у в'язниці Штадельгайм у Мюнхені, поки Гітлер вирішував його долю. Заслуги Рема перед нацистським режимом мали певну вагу. З іншого боку, було неможливо утримувати Рема довічно, або вислати в іншу країну, а відкритий суд міг би привернути зайву увагу до чисток. Нарешті Гітлер вирішив, що Рем має померти. 2 липня, за наказом Гітлера, Теодор Ейке, який потім став комендантом концтабору Дахау, та офіцер СС Міхаель Ліпперт відвідали Рема. У камері вони дали Рему заряджений пістолет «Браунінг» та сказали, що він має 10 хвилин, аби застрелити себе, інакше його буде страчено. Рем відмовився: «Якщо я маю бути вбитий, то нехай Адольф зробить це сам». Не почувши нічого у відведений час, Ейхель та Ліперт повернулись до камери, де побачили напівоголеного Рема з розправленими плечима на знак непокори. Ліпперт застрелив його впритул. У 1957 році Ліпперт був відданий під суд за вбивство Рема. Досі він залишався одним з декількох катів чистки, яким вдалося уникнути правосуддя.

## Наслідки
Оскільки в чистках було страчено багато відомих німців, зберегти її в таємниці було неможливо. Спочатку думки з цього приводу серед організаторів розійшлись. Герінг наказав поліцейським відділкам «спалити всі документи стосовно подій двох останніх днів». Натомість Геббельс намагався завадити газетам надрукувати списки страчених, однак 2 липня в радіозверненні згадав про те, як Гітлер перешкодив Рему та Шлейхнеру вчинити переворот і тим самим врятував державу від безладу. 13 липня 1934 року Гітлер виправдав чистки в промові до Рейхстагу, яка транслювалась на всю країну:.
|  | ...У цю годину я ніс відповідальність за долю німецької нації як верховний суддя німецької нації. У всі часи бунтівних військових повертали до ладу жорсткими покараннями. […] Я дав наказ розстріляти головних винуватців зради і також наказав випалити до живого м'яса заразу, яка отруює наші власні джерела та поширюється за кордон. […] Нація має знати, що ніхто не може безкарно загрожувати її існуванню. І нехай кожен знає на майбутнє: хто підніме руку для удару проти держави, того неминуче очікує смерть. |

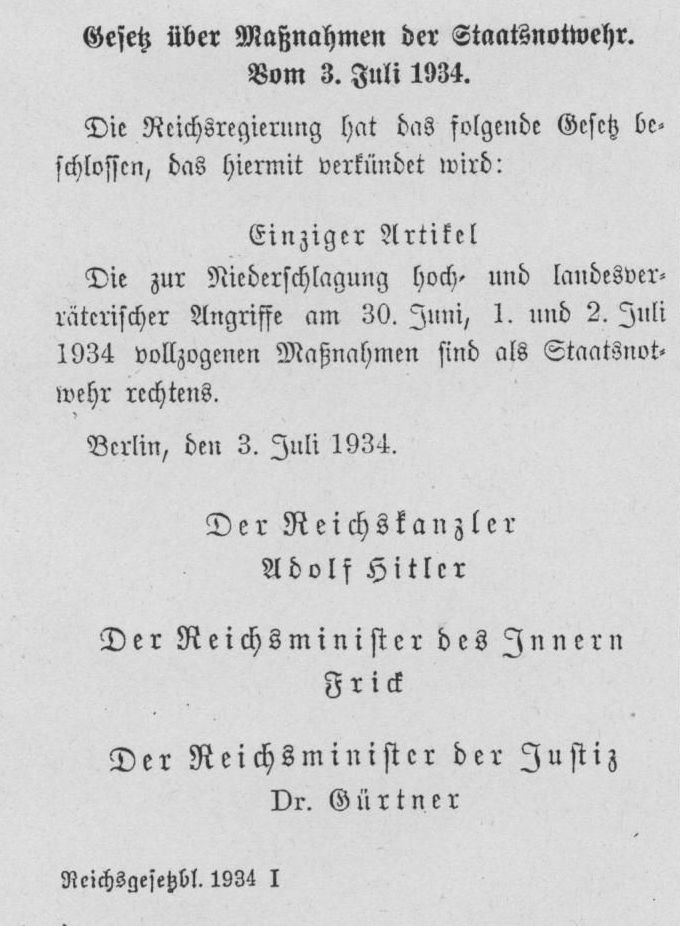
Gesetz über Maßnahmen der Staatsnotwehr (Закон про надзвичайні заходи захисту держави) від 3 липня 1934 року.

Намагаючись надати чисткам вигляду законності, 3 липня уряд під головуванням Гітлера ухвалив постанову, у якій було зазначено, що «заходи, здійснені 30 червня, 1 та 2 липня для придушення зрадницького удару, є актами самооборони держави». Міністр юстиції Франц Гюртнер продемонстрував лояльність новому режимові, видавши постанову, якою було створено видимість законності чисток. Підписаний Гітлером закон "Про заходи із самооборони держави" заднім числом узаконив здійснені протягом чистки страти. Представники юридичної системи остаточно капітулювали перед режимом, коли провідний німецький юрист, Карл Шміт, написав статтю, у якій підтримав промову Гітлера від 13 липня. Стаття мала назву «Фюрер став на захист закону».

### Реакція
Попри те, що серед жертв чисток були генерал у відставці Курт фон Шляйхер та Фердинанд фон Бредов, армія майже одностайно підтримала «Ніч довгих ножів». Високоповажний військовий герой та президент Німеччини Пауль фон Гінденбург надіслав Гітлеру телеграму, у якій висловив подяку та привітав його з тим, що «зраду було придушено в зародку». Генерал Вальтер фон Райхенау навіть публічно підтвердив брехню про те, що Шляйхер планував державний переворот. Підтримка чисток військовими мала далекосяжні наслідки для армії. Послаблення СА усунуло загрозу, яку вона становила для армії, але будучи поруч з Гітлером протягом чисток, армія стала дужче прив'язаною до нацистського режиму. Поодиноким винятком був фельдмаршал Август фон Макензен, котрий згадав вбивство Шляйхера та Бредова на щорічній зустрічі генералітету в лютому 1935 року.
Чутки про «Ніч довгих ножів» швидко поширились. Багато німців ставились до офіційних повідомлень від Йозефа Геббельса з великою долею сумнівів. Однак дехто був готовий повірити в те, що Гітлер врятував Німеччину від прірви хаосу. Луїза Солмітц, вчителька з Гамбурга, повторила почуття багатьох німців, коли писала про «особисту відвагу Гітлера, рішучість та ефективність» в особистому щоденнику. Вона навіть порівняла його з Фрідріхом Великим, королем Пруссії у XVIII столітті. Інші були шоковані розмахом чисток та відносною безтурботністю своїх співгромадян. «Дуже спокійний та привітний листоноша», писав Віктор Клємперер, «ніякий не націонал-соціаліст, сказав: 'він просто прирік їх'». Клємперер також помітив, що багато із жертв чисток сприяли приходу Гітлера до влади. Він писав: «Канцлер засуджує та розстрілює вояків своєї особистої армії!» Розмах чисток та відносна всюдисутність Гестапо означали, що невдоволені чистками мали тримати свою думку при собі.
Гітлер призначив Віктора Люце головою СА замість Рема. Гітлер наказав йому, як описав відомий історик, покласти край «гомосексуальності, розпусті, пияцтву та розбещеному стилю життя» в СА. Гітлер ясно наказав йому припинити витрачати фінанси СА на лімузини та бенкети, які він вважав свідченням марнотратства в СА. Людина зі слабким характером, Люце не зміг забезпечити незалежність СА і протягом наступних років СА втратила владу. Ім'я Рема було прибрано зі всіх нагородних кинджалів СА. Кількість членів зменшилась з 2,9 мільйона в серпні 1934 року до 1,2 мільйона в квітні 1938 року.
«Ніч довгих ножів» стала тріумфом Гітлера та поворотним моментом для німецького уряду. По її завершенні Гітлер утвердив себе як «верховного суддю німецького народу», відповідно до своєї промови 13 липня в Рейхстагу. Згодом, у квітні 1942 року, Гітлер формально закріпив цей титул, поставивши себе де-юре і де-факто над законом. Накопичені століттями перепони позасудовому переслідуванню втратили свою силу. Незважаючи на спроби місцевих прокурорів переслідувати учасників розправ, виявилось, що не існує законів, які б обмежували владу Гітлера. Також «Ніч довгих ножів» показала громадськості, що навіть впливові особи не були захищені від ув'язнення та страти, якщо нацистський режим вважатиме їх загрозою для себе. Таким чином, чистки сформували принципи застосування насильства: використання сили для розбудови імперії.